# Bad Bergzabern
Bad Bergzabern település Németországban, Rajna-vidék-Pfalz tartományban. Lakosainak száma 8786 fő (2023. december 31.).

## Földrajza

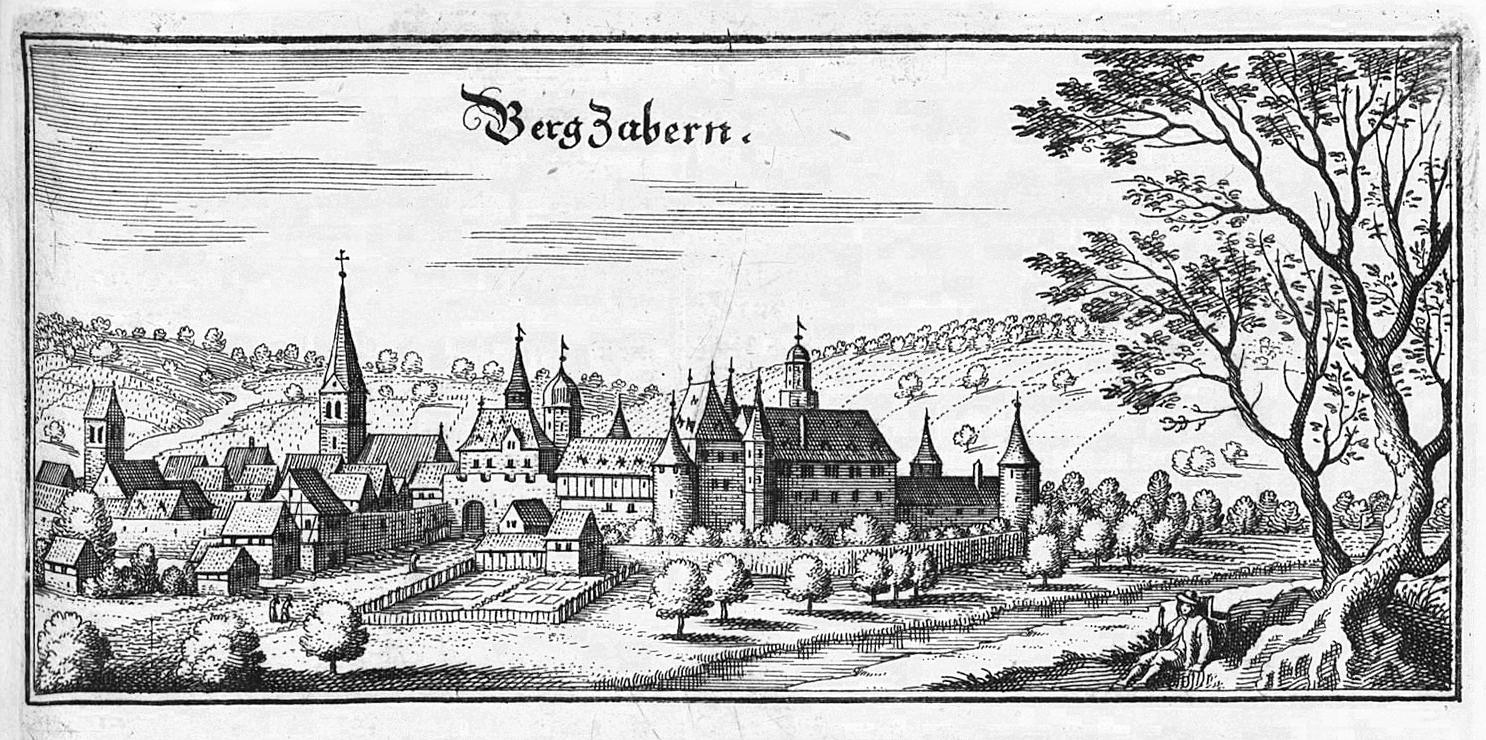

Bad Bergzabern a Felső-Rajna-völgy nyugati szélén található, a Pfalz Forest keleti szélén.
a német Borút déli vége Bergzaberntől 6 km-re található. A szomszédos városok - az északi óramutató járásával megegyező irányban - Landau in der Pfalz, Kandel, Wissembourg(F) Dahn és Annweiler am Trifels.

## Története
A település 1286 körül kapott városi jogot. 1394-ben a vár és a város a Bergzabern birtok lett. A vár rekonstrukciója II. Ludwig idejében kezdődött, a terjeszkedés csak két generáció múlva I. János alatt fejeződött be.
Bergzabern 1870-ben kapott vasúti összeköttetést.
Az 1930-as évek végétől a város területén keresztül vezetett a nyugati fal és védelmi rendszer.

## Galéria

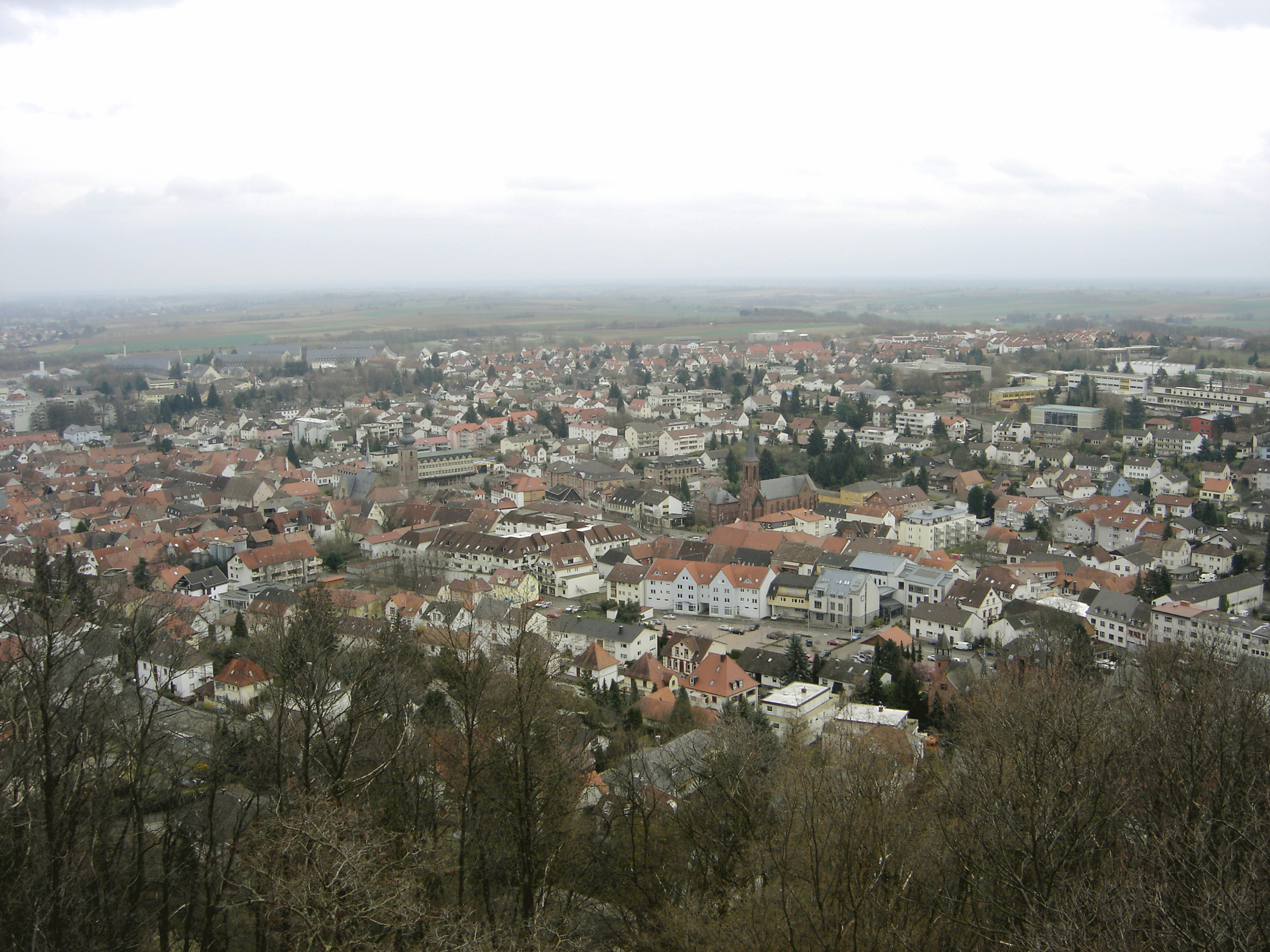
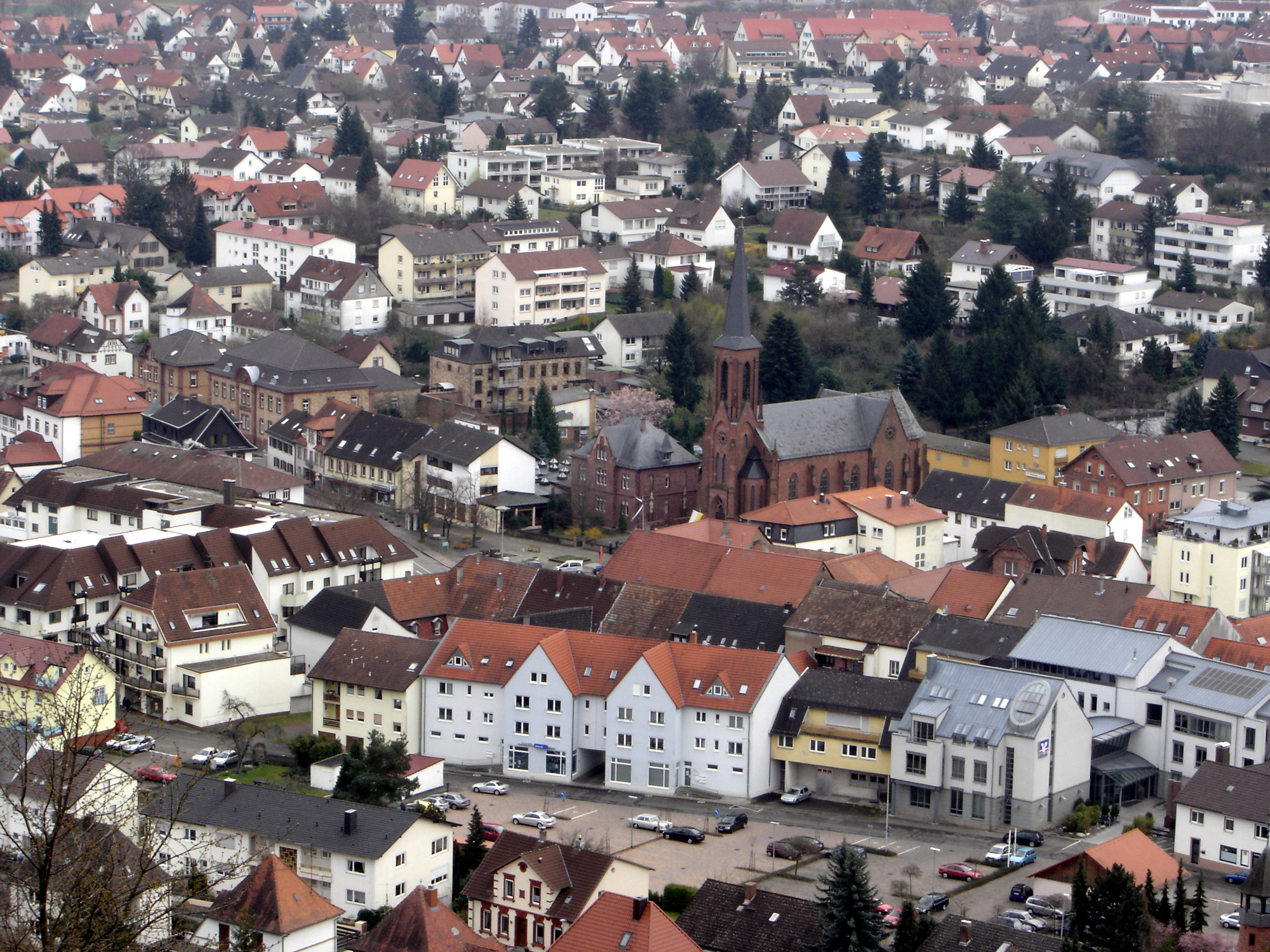
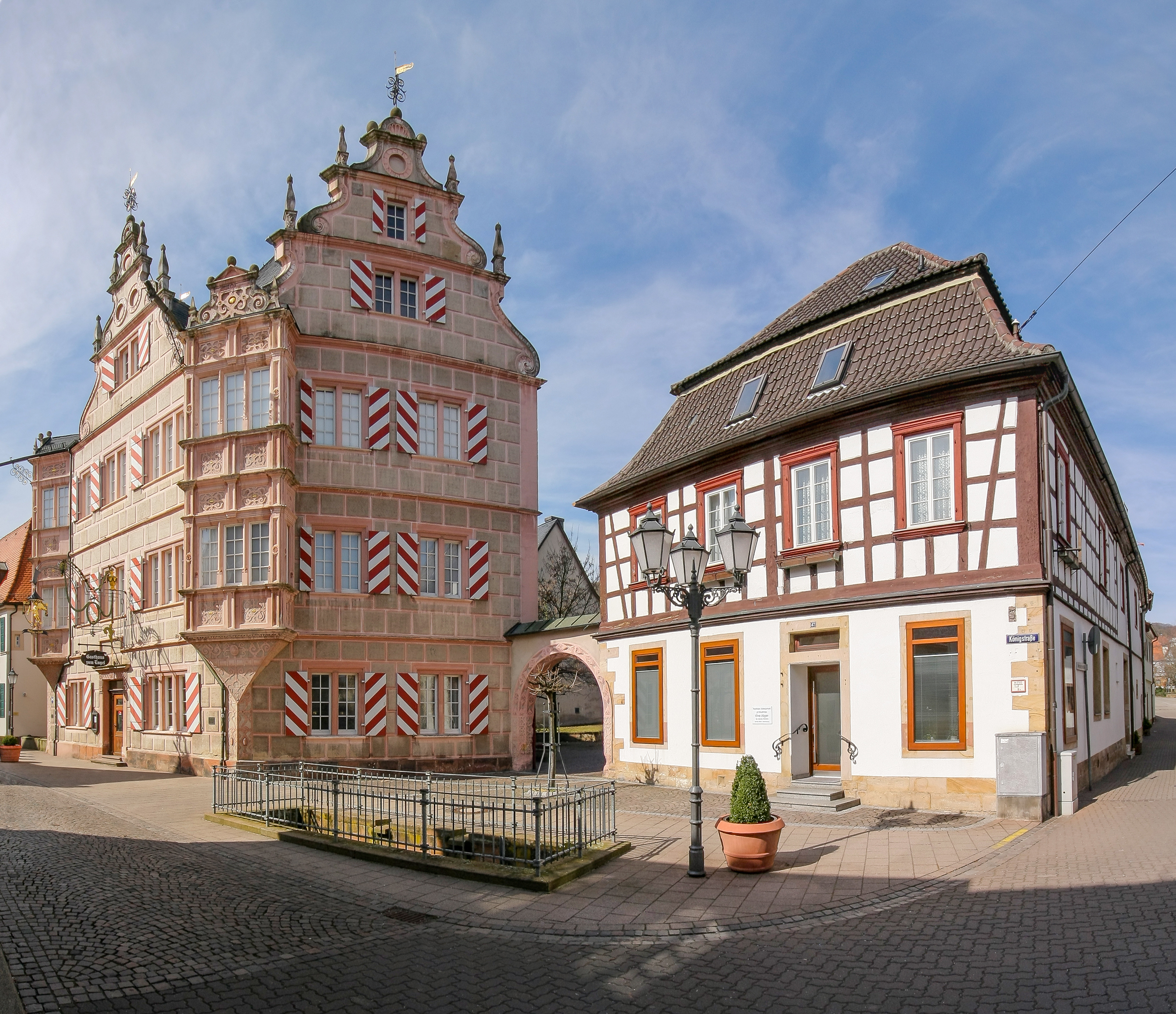
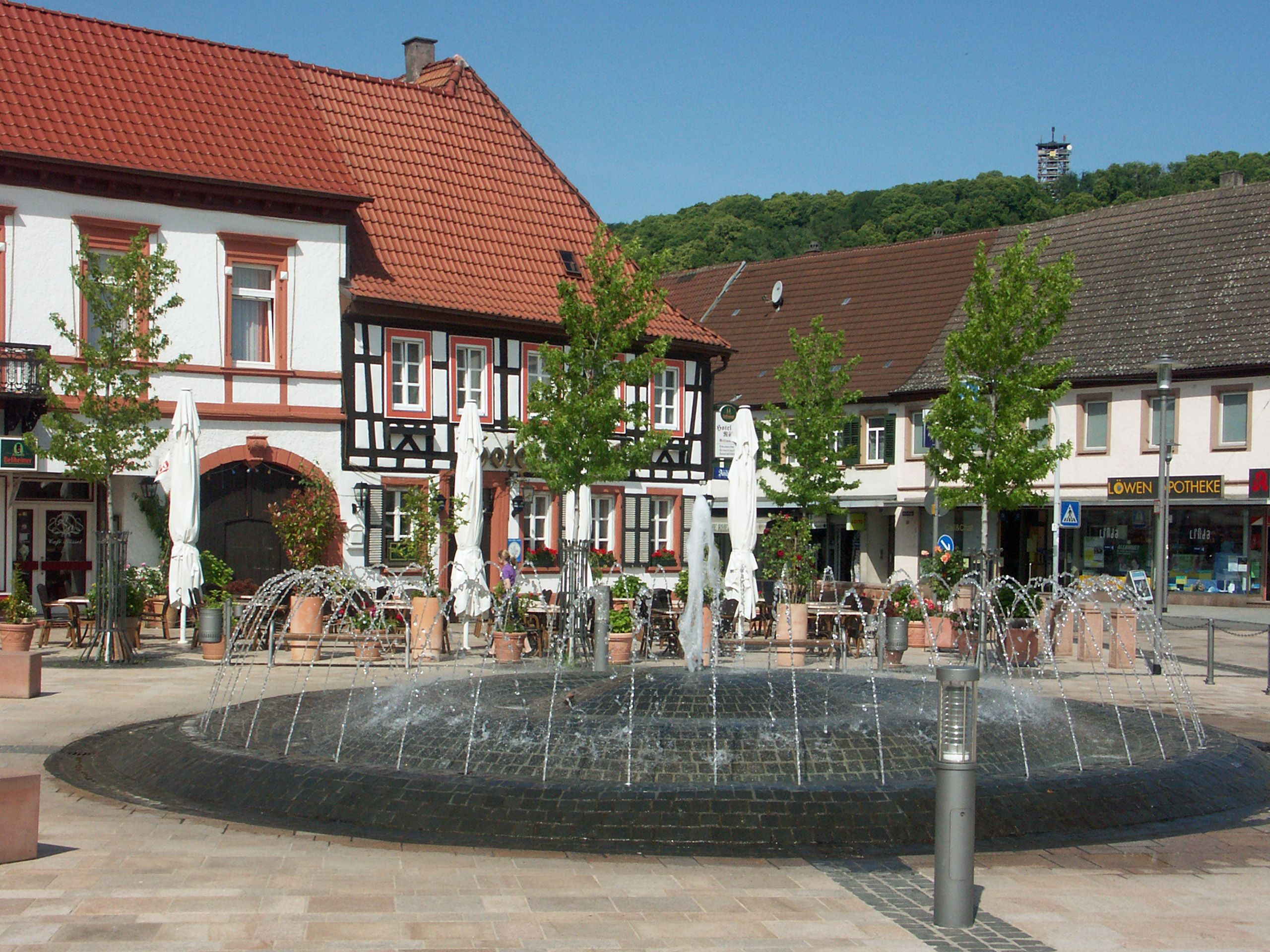
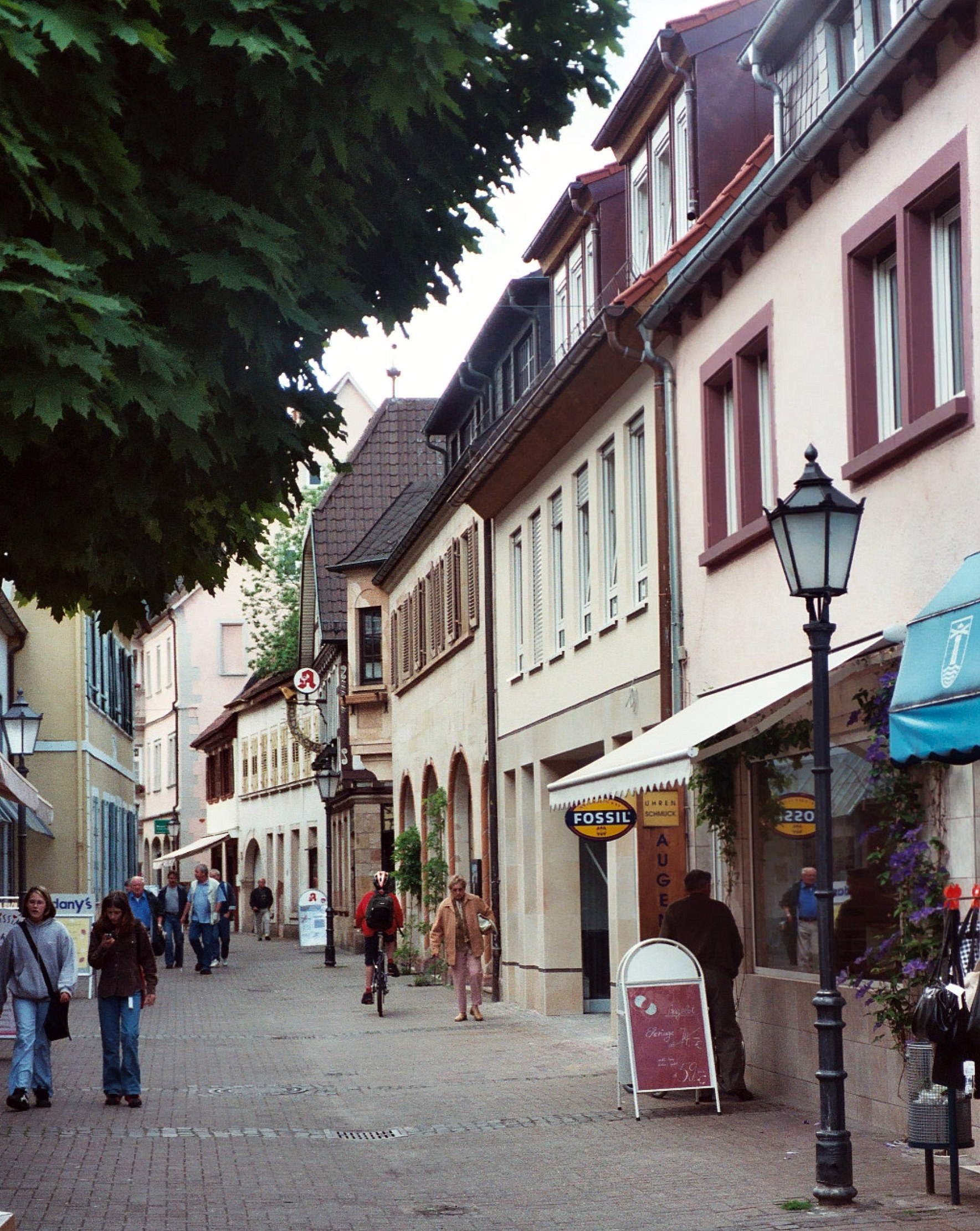
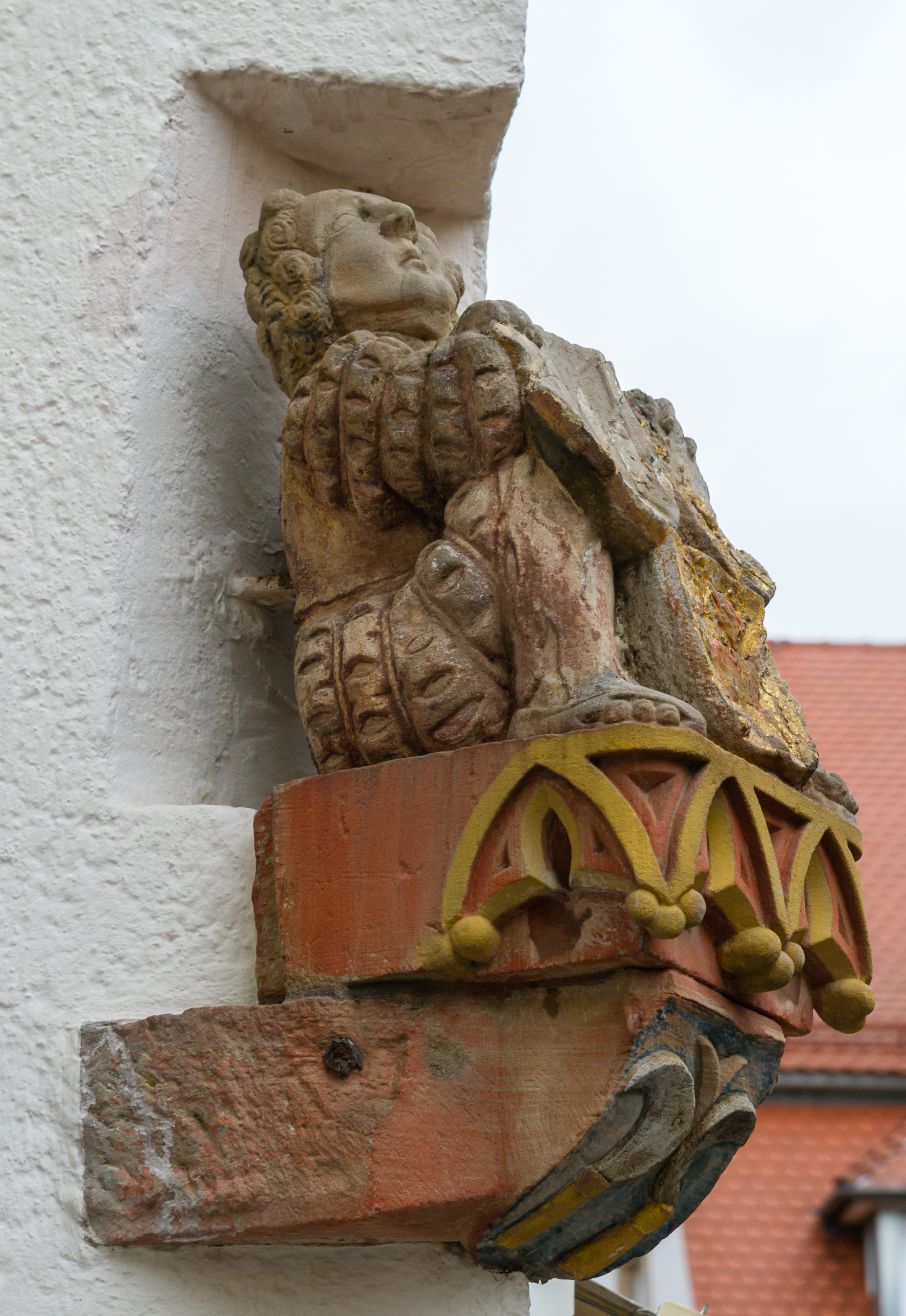
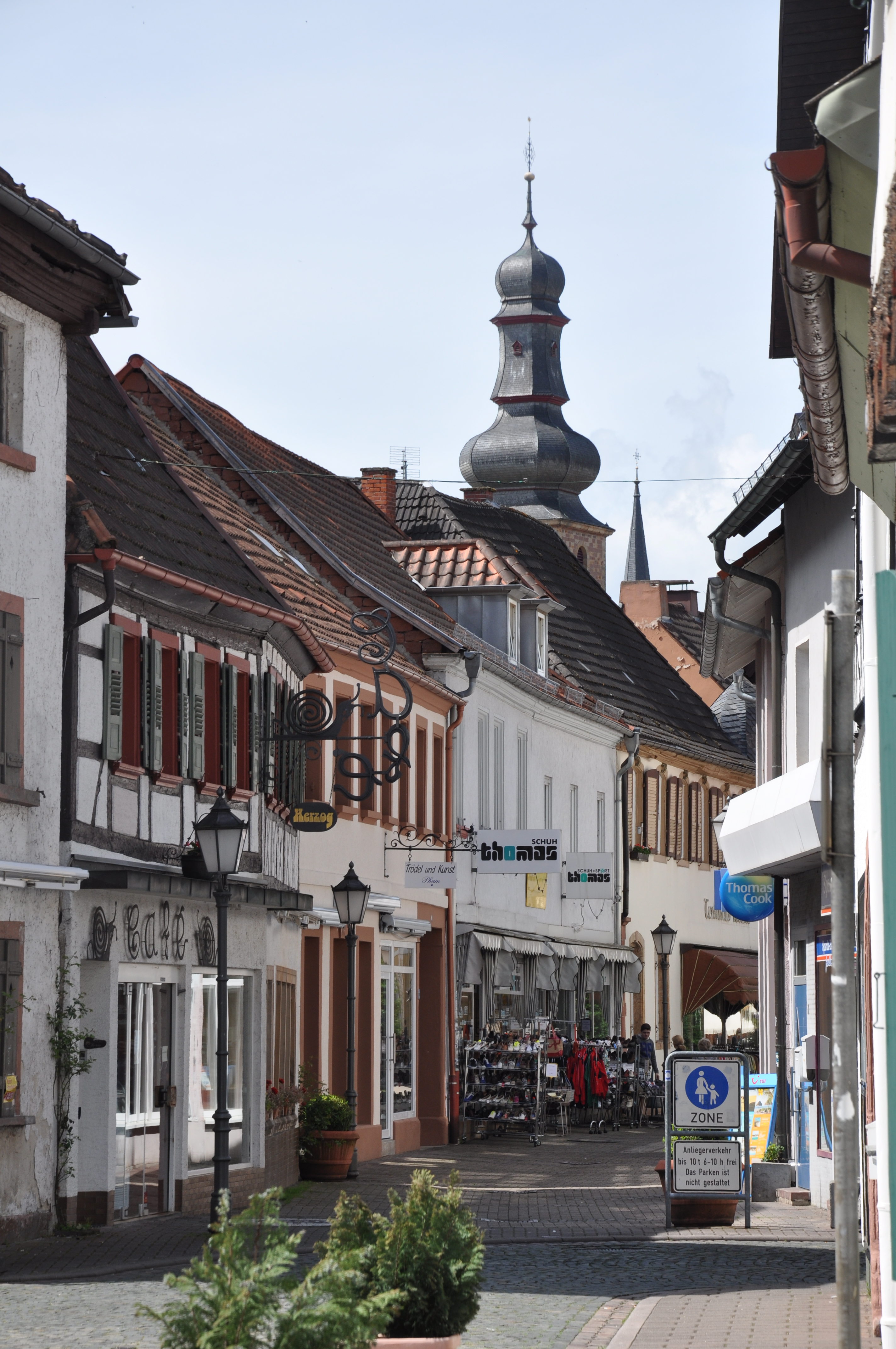
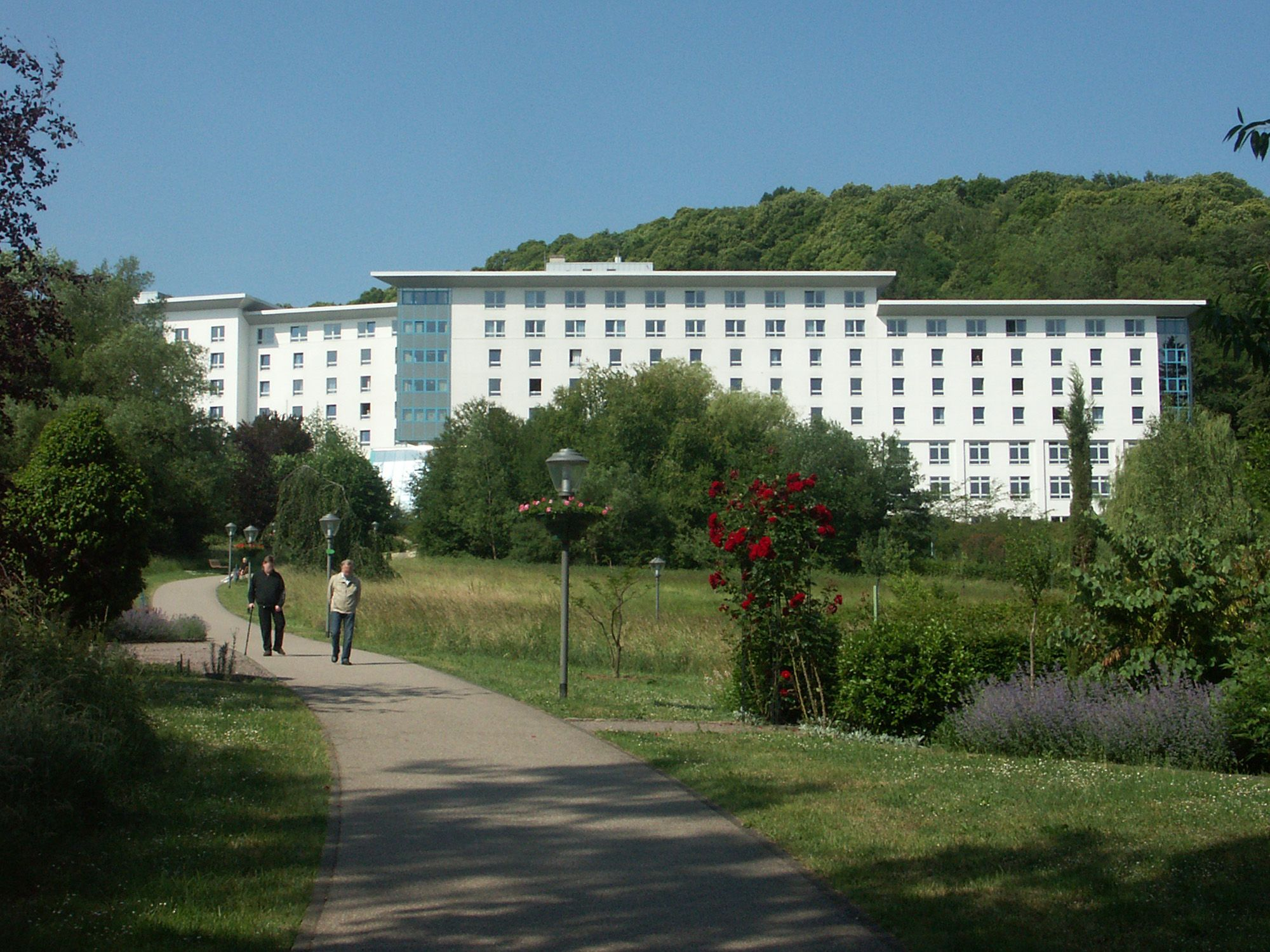
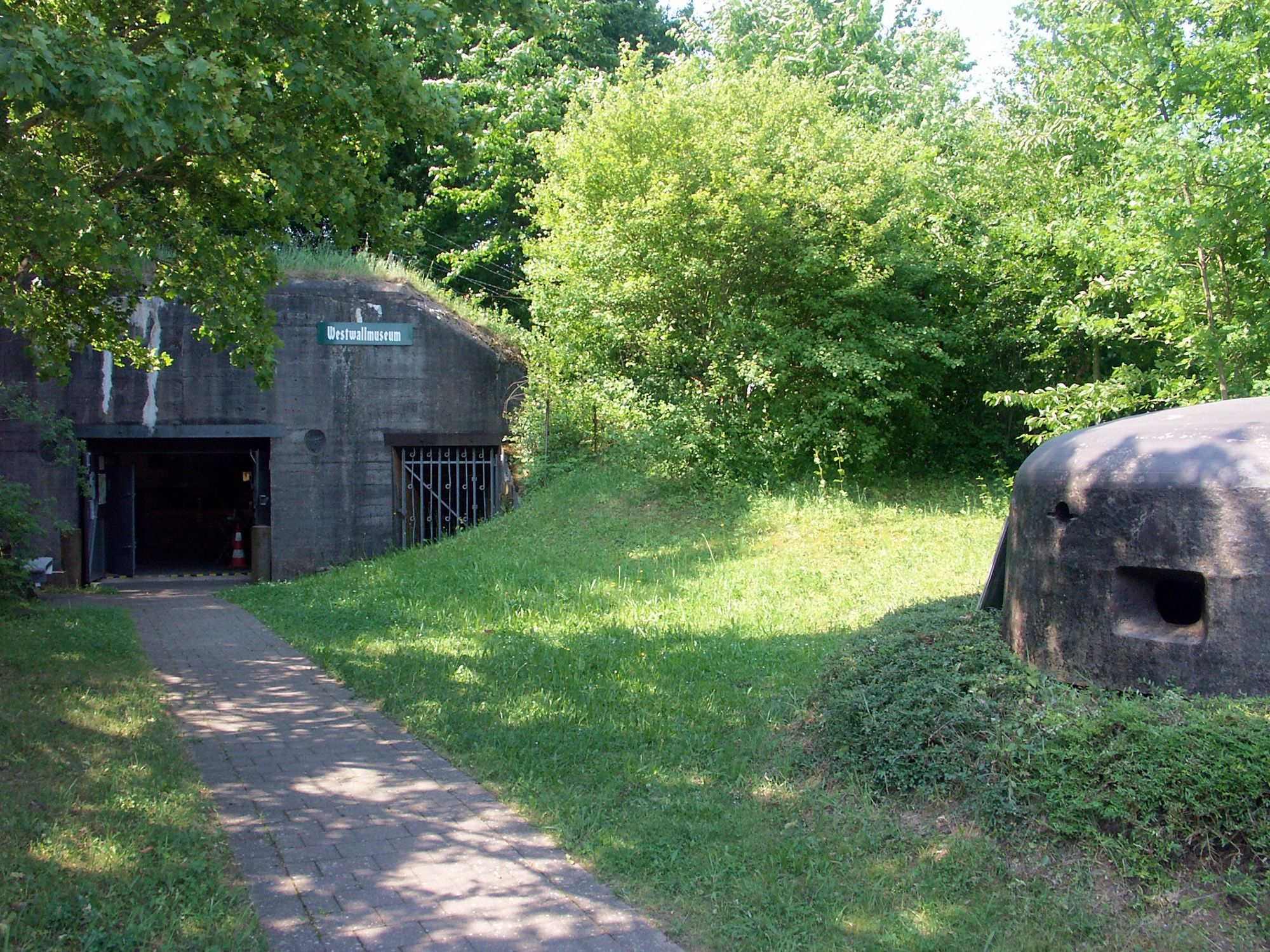